# Sam's Club
Sam's West, Inc. är en amerikansk multinationell detaljhandelskedja som är verksamma under namnet Sam's Club och är främst för privatpersoner som är medlemmar hos dem. Den är ett dotterbolag till världens största detaljhandelskedja i Walmart Inc och det som skiljer mot Walmart är att Sam's Club är mer som en variant av partihandel för medlemskunder. De har närvaro i 44 amerikanska delstater samt Puerto Rico, de finns också i Kina och Mexiko. Sam's Club finns även i Brasilien men där styrs de av det gott som självständiga Walmart Brasil som i majoritet ägs av riskkapitalbolaget Advent International Corporation. Fram till 2009 hade de också butiker i den kanadensiska provinsen Ontario men de lades ner på grund av att Walmart ville satsa på Walmartkonceptet i Kanada men vissa menade också att konkurrensen från Sam's Clubs största konkurrent Costco Wholesale Corporation blev för tuff.
Detaljhandelskedjan grundades den 7 april 1983 i Midwest City i Oklahoma av Walmart och dess VD Sam Walton. Den fick sitt namn baserad på Sam Waltons förnamn.
För 2018 hade Sam's Club en omsättning på nästan $58 miljarder och en personalstyrka på omkring 100 000 anställda. Deras huvudkontor ligger i Bentonville i Arkansas.